# Rina Franchetti
Rina Franchetti (Ester Girgenti: Nápoles, 23 de diciembre de 1907-Formello, Lacio, 18 de agosto de 2010) fue una actriz teatral y cinematográfica de nacionalidad italiana. Fue madre de la actriz Sara Franchetti.

## Biografía
Fue una de las actrices más representativas del teatro italiano del siglo XX. Comenzó en la escena con la compañía de Luigi Pirandello, y trabajando más adelante junto a Lamberto Picasso. 
De voz melódica y bien impostada (trabajó también en el doblaje, aunque fue esencialmente una actriz de carácter), desde inicios de los años 1930 en múltiples ocasiones actuó en la radio para el Ente Italiano per le Audizioni Radiofoniche y para la Radiotelevisione Italiana.
Su estreno en el cine tuvo lugar en 1932 con el film cómico Due cuori felici, de Baldassarre Negroni, pero su actividad inicial en la gran pantalla fue muy fragmentaria.
Finalizada la Segunda Guerra Mundial actuó en el cine con mayor asiduidad, participando en películas de gran fama como La provinciale (1953), de Mario Soldati, o La dolce vita (1960), de Federico Fellini, en la que tenía un papel de reparto, aunque muy significativo.
De las producciones televisivas en las que intervino pueden mencionarse Piccole donne (1955), bajo dirección de Anton Giulio Majano, y Il caso Maurizius (1962), también de Majano. En 1965 participó en Resurrezione, producción dirigida por Franco Enriquez, y en 1967 en La fiera della vanità, también dirigida por Majano. Sin embargo, mediados los años 1970 su carrera cinematográfica empezó a declinar con rapidez.
En 1985 tomó parte del programa radiofónico de variedades Lagrime, en Radio 1, haciendo el papel de abuela de Diego Cugia, autor y presentador del programa junto a Massimo Catalano.
Rina Franchetti siguió en activo hasta el momento de su fallecimiento, ocurrido en Formello, Italia, en 2010, a la venerable edad de ciento dos años. Por su longevidad fue llamada la abuela del cine italiano.

## Filmografía
| - Due cuori felici, de Baldassarre Negroni (1932) - La segretaria per tutti, de Amleto Palermi (1933) - La provincialina, de Carl Boese y Ferruccio Biancini (1934) - Frontiere, de Mario Carafoli y Cesare Meano (1934) - L'amor mio non muore..., de Giuseppe Amato (1938) - Campo de' fiori, de Mario Bonnard (1943) - Cuore, de Duilio Coletti y Vittorio De Sica (1948) - Donne e briganti, de Mario Soldati (1950) - La domenica della buona gente, de Anton Giulio Majano (1953) - La corda d'acciaio, de Carlo Borghesio (1953) - La provinciale, de Mario Soldati (1953) - Ti ho sempre amato!, de Mario Costa (1953) - Questi fantasmi, de Eduardo De Filippo (1954) - Village magique, de Jean-Paul Le Chanois (1955) - L'angelo bianco, de Raffaello Matarazzo (1955) - L'ultimo amante, de Mario Mattoli (1955) - Il sicario, de Damiano Damiani (1960) - La main chaude, de Gérard Oury (1960) - La dolce vita, de Federico Fellini (1960) - Seddok, l'erede di Satana, de Anton Giulio Majano (1960) - Gioventù di notte, de Mario Sequi (1961) - Barabba, de Richard Fleischer (1961) - Un giorno da leoni, de Nanni Loy (1961) - Il treno del sabato, de Vittorio Sala (1964) | - Tre notti d'amore, de Renato Castellani, Luigi Comencini y Franco Rossi (1964) - Tempo di massacro, de Lucio Fulci (1966) - Il padre di famiglia, de Nanni Loy (1967) - Il pistolero segnato da Dio, de Giorgio Ferroni (1968) - Cuore di mamma, de Salvatore Samperi (1969) - Un omicidio perfetto a termine di legge, de Tonino Ricci (1971) - Tutti figli di mamma santissima, de Alfio Caltabiano (1973) - Come fu che Masuccio Salernitano, fuggendo con le brache in mano, riuscì a conservarlo sano, de Silvio Amadio (1973) - Cuando el amor es solo sexo, de Vittorio De Sisti (1973) - Number one, de Gianni Buffardi (1973) - Un tipo con una faccia strana ti cerca per ucciderti, de Tulio Demicheli (1973) - Storia di una monaca di clausura, de Domenico Paolella (1973) - Delitto d'amore, de Luigi Comencini (1974) - Il Saprofita, de Sergio Nasca (1975) - Au-delà de la peur, de Yannick Andréi (1975) - Le Sauvage, de Jean-Paul Rappeneau (1975) - La verginella, de Mario Sequi (1976) - La segretaria privata di mio padre, de Mariano Laurenti (1976) - Adelmo, de Rocco Mortelliti (1988) - Basta! Adesso tocca a noi, de Luciano Emmer (1990) |

## Radio
EIAR
- La locanda della luna, de Guido Cantini, con Rina Franchetti, Gianfranco Bellini y Nera Corradi. Dirección de Nunzio Filogamo. 3 de febrero de 1941.

RAI
- Settantasette lodole e un marito, de Giulio Bucciolini y L. Ugolini, con Stefano Sibaldi, Wanda Tettoni y Rina Franchetti. Dirección de Nino Meloni, 28 de diciembre de 1945.
- Il ragioniere fantasma, de Age y Flan, con Stefano Sibaldi, Felice Romano y Rina Franchetti. 4 de marzo de 1946.
- Fausto, de Wolfgang Goethe, con Arnoldo Foà, Memo Benassi y Rina Franchetti. Dirección de Corrado Pavolini, 14 de octubre de 1953.
- Le Dame e gli Ussari, de Aleksander Fredro, con Annibale Ninchi, Lauro Gazzolo y Rina Franchetti. Dirección de Pietro Masserano Taricco, 5 de octubre de 1955.

## Televisión
- Le baruffe chizzotte, con Giorgio Malvezzi, Luisa Baseggio y Rina Franchetti. Dirección de Carlo Lodovici, 26 de julio de 1955.
- Il serpente a sonagli, con Adriana Vianello, Luciana Paoluzzi y Rina Franchetti. Dirección de Anton Giulio Majano, 19 de octubre de 1956.
- Il cuore del mondo, con Dino Raffaelli, Rina Franchetti y Carlo Lombardi. Dirección de Mario Landi, 4 de julio de 1958.
- Il cocomero, con Massimo Righi, Luigi Pavese y Rina Franchetti. Dirección de Carlo Lodovici, 16 de agosto de 1962.
- L'Arlesiana, con Aldo Silvani, Carlo Delmi y Rina Franchetti. Dirección de Carlo Lodovici, 8 de marzo de 1963.
- Bodas de sangre, de Federico Garcia Lorca, con Fosco Giachetti, Loretta Goggi y Rina Franchetti. Dirección de Vittorio Cottafavi, 3 de mayo de 1963.
- La via della salute, con Lauretta Masiero, Aldo Giuffré y Rina Franchetti. Dirección de Carlo Lodovici, 3 de abril de 1964.
- Congedo, de Renato Simoni, con Rina Franchetti, Nino Besozzi y Paola Mannoni. Dirección de Carlo Lodovici, 28 de enero de 1966.
- Il fischietto d'argento, con Armando Furlai, Michele Riccardini y Rina Franchetti. Dirección de Carlo Di Stefano, 20 de enero de 1967.